# CSS Vicksburg

El CSS Vicksburg, también conocido como CSS City of Vicksburg fue un vapor de ruedas de la Armada de los Estados Confederados que participó en la Guerra de Secesión. Fue embestido y gravemente dañado por la USS Queen of the West mientras estaba anclado en Vicksburg.

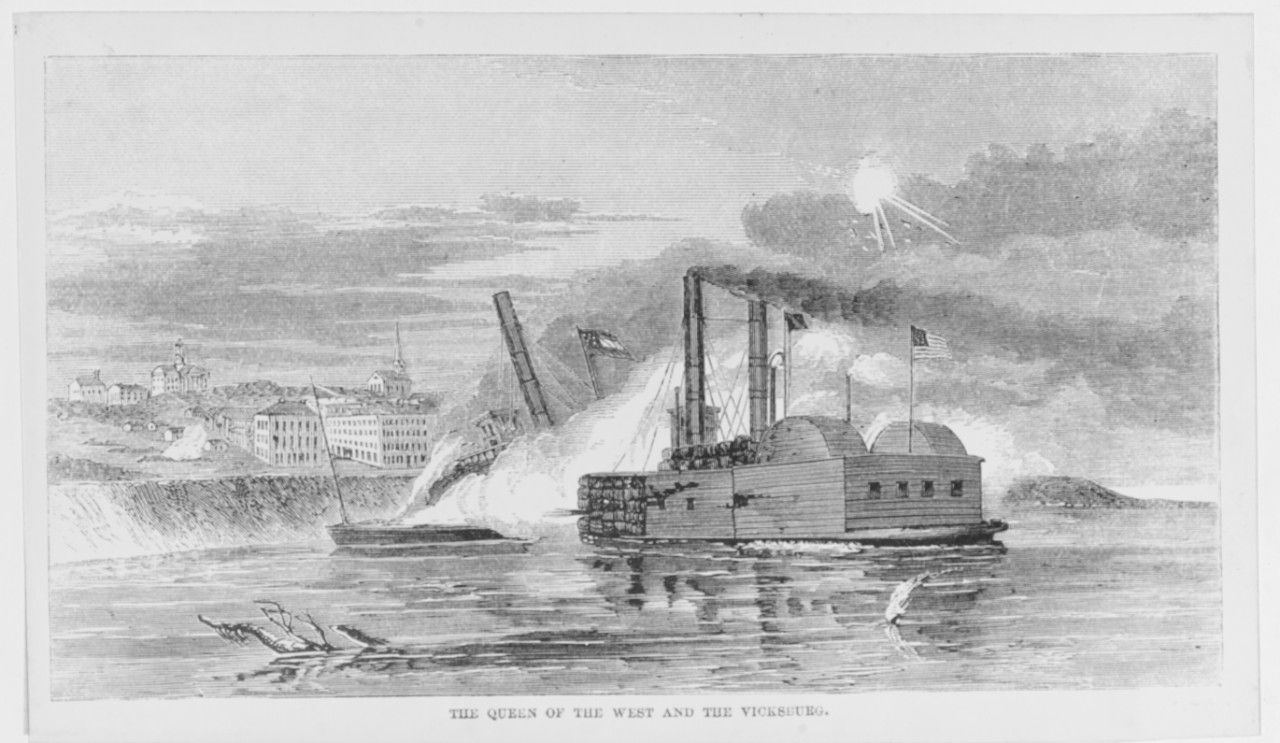
El USS Queen of the West y el CSS Vicksburg

## Historia
El CSS Vicksburg, un vaporizador de ruedas laterales de 625 toneladas, fue construido en New Albany, Indiana, en 1857 para uso civil. Fue empleada por la Confederación en 1862-1863 para servicios de transporte. El 2 de febrero de 1863, mientras estaba amarrada en Vicksburg, Misisipi, el Vicksburg fue atacado por el USS Queen of the West de Estados Unidos y resultó gravemente dañada.
El buque se estaba hundiendo, pero fue auxiliado y reflotado por botes carboneros de la Confederación. Su maquinaria fue removida después de este incidente y luego fue enviada a Mobile, Alabama, para su instalación en otro barco. El casco del Vicksburg se utilizó como barco de muelle en Vicksburg hasta el 29 de marzo de 1863, cuando se fue a la deriva, flotó río abajo y fue destruida por fuego.